# 沃特克斯島
沃特克斯島（英語：Vortex Island）是南極洲的島嶼，位於葛拉漢地的特里尼蒂半島，處於科里島西南面3.7公里的古斯塔夫王子海峽，長0.9公里，海拔高度245米，現時由南極條約體系管理。